# Fritz Sperling
Fritz Sperling (ur. 1 sierpnia 1945 w Innsbrucku, zm. 16 września 2022) – austriacki bobsleista, dwukrotny medalista mistrzostw świata.

## Kariera
Pierwszy sukces osiągnął w 1972 roku, kiedy zdobył srebrny medal w czwórkach podczas mistrzostw Europy w Sankt Moritz. Na rozgrywanych rok później mistrzostwach świata w Lake Placid wspólnie z Wernerem Delle Karthem, Walterem Delle Karthem i Hansem Eichingerem zdobył srebrny medal w tej konkurencji. Ponadto reprezentacja Austrii w tym samym składzie zajęła także trzecie miejsce w czwórkach podczas mistrzostw świata w Sankt Moritz w 1974 roku. Sperling zdobył też między innymi złoty medal mistrzostw Europy w czwórkach w 1978 roku i brązowy w dwójkach w 1973 roku.
W 1972 roku wystartował na igrzyskach olimpijskich w Sapporo, zajmując siódme miejsce w czwórkach i trzynaste w dwójkach. Na rozgrywanych cztery lata później igrzyskach w Innsbrucku był odpowiednio siódmy i czwarty. Brał także udział w igrzyskach w Lake Placid w 1980 roku, zajmując siódme miejsce w dwójkach i czwarte w czwórkach.